# The Book of Mormon
The Book of Mormon (O Livro de Mórmon em português) é um musical de sátira religiosa com o libreto, as letras e a música de Trey Parker, Robert Lopez, e Matt Stone. Parker e Stone são mais conhecidos pela criação da comédia animada South Park. Eles escreveram as canções com Lopez, o co-compositor/co-letrista de Avenue Q, e, em seguida, de Frozen. The Book of Mormon segue dois missionários Mórmon, na tentativa de compartilhar suas escrituras com os habitantes de uma remota aldeia do Uganda. Os jovens sérios são mudados pelos moradores que não tem interesse na pregação, ocupados como estão com problemas graves, como a AIDS, a fome e a opressão vinda de um guerreiro.
O desenvolvimento do musical começou em 2003, com o trio se reunindo esporadicamente para trabalhar no musical por vários anos, depois de Parker e Stone assistirem Avenida Q. Parker e Stone cresceram no Colorado, e referências a A Igreja de Jesus Cristo dos Santos dos Últimos dias tinham sido comuns em seus trabalhos anteriores. Para investigação, o trio fez uma viagem para a Cidade de Salt Lake, onde conheceram atuais e ex-missionários membros da igreja. O desenvolvimento de oficinas para testes começaram ser feitas em 2008. O produtor do show, Scott Rudin, optou por abrir o show diretamente na Broadway. A Igreja de Jesus Cristo dos santos dos últimos dias emitiu uma educada resposta mediana para o musical, e comprou espaço publicitário em seu playbill em shows posteriores. 
Depois de quase sete anos de desenvolvimento, a abertura do espetáculo na Broadway ocorreu em março de 2011. The Book of Mormon foi aclamado pela crítica, e teve recordes de vendas de ingressos no Eugene O'Neill Theatre. O show foi premiado com nove Tony Awards, um dos quais era o de Melhor Musical, e um Prêmio Grammy para Melhor Álbum de Teatro Musical. A gravação do elenco original da Broadway, tornou-se o álbum da Broadway a chegar mais alto nas paradas musicais em mais de quatro décadas, atingindo o número três na Billboard charts. O musical estreou no West End em 2013, e teve duas turnês americanas. 

## História
The Book of Mormon foi concebido por Trey Parker, Robert Lopez, e Matt Stone. Parker e Stone cresceram no Colorado, e estavam familiarizados com A Igreja de Jesus Cristo dos Santos dos Últimos dias (SUD) e seus membros. Parker tinha uma extensa experiência em música, antes de conhecer Stone; no ensino médio, ele foi cantou no coro do teatro da comunidade, na produção de The Best Little Whorehouse in Texas, tocou piano e foi presidente do conselho do coral. Quando ele tinha 15 anos de idade, escreveu músicas e produziu uma fita cassete intitulada Immature que ele intitulou como "uma coleção de baladas de amor para os homens dos anos 80." Ele também atuou em produções de Grease e Flower Drum Song, e ajudou a construir o cenário para a produção de sua comunidade do Little Shop of Horrors. Os escritores se tornaram amigos na Universidade do Colorado em Boulder. Na faculdade, trabalharam juntos em um filme musical,  Cannibal! The Musical (1993), a sua primeira experiência com  filmes musicais. Em 1997, criou a série de TV South Park para o Comedy Central, e em 1999 realizou o filme musical South Park: Bigger, Longer & Uncut. Os dois pensaram inicialmente em criar um ficcional Joseph Smith, líder religioso e fundador do movimento Mórmon, enquanto trabalhava em sua série anulada da Fox sobre personagens históricos. Seu filme de 1998, Orgazmo e um episódio de South Park, "Tudo Sobre os Mórmons" de 2003, ambos deram tratamento cômico para o Mormonismo.
Durante o verão de 2003, Parker e Stone voaram para Nova York para discutir o roteiro de seu novo filme, Team America: World Police, com o amigo e produtor Scott Rudin (que também produziu South Park: Bigger, Longer & Uncut). Rudin, aconselhou o duo para ver o musical Avenida Q  na Broadway, porque achou o elenco de marionetes de Team America semelhante aos fantoches de Avenue Q. Parker e Stone foi ver a produção durante o verão e os escritores-compositores de Avenue Q, Lopez e Jeff Marx, notou-os na plateia e foram cumprimentá-los. Lopez revelou que South Park: Bigger, Longer & Uncut foi altamente influente na criação de Avenue Q. O quarteto foi beber depois, e logo descobriu que cada um queria escrever algo envolvendo Joseph Smith. Os quatro começaram a trabalhar em ideias quase que imediatamente, e a ideia de criar uma moderna história foi formulada desde o começo. Para fins de pesquisa, o quarteto fez uma viagem de campo para Salt Lake City, onde eles "entrevistaram um grupo de missionários—ou ex-missionários." Eles tinham que contornar agenda de Parker e Stone em South Park. Em 2006, Parker e Stone voou para Londres, onde passaram três semanas com Lopez, que estava trabalhando na produção de West End de  Avenue Q. Lá, os três escreveram "quatro ou cinco músicas" e veio com a ideia básica da história. Depois de um desacordo entre a Parker e Marx, que sentia que ele não estava recebendo controle criativo suficiente, Marx foi saiu do projeto. Para os próximos anos, o restante do trio reuniu-se com freqüência para desenvolver o que inicialmente seria chamado The Book of Mormon: The Musical of the Church of Jesus Christ of Latter-day Saints. "Havia um monte de salto para lá e pra cá entre L. A. e Nova York," lembrou Parker.
Existem inúmeras alterações entre o enredo original e a produção final. Uma canção chamada Family Home Evening, que estava no início das oficinas do show, foi cortada. O senhor da guerra em Uganda foi chamado General Kony nas prévias, porém mais tarde foi alterado para General Butt Fucking Naked. A canção The Bible Is A Trilogy, passou por uma grande reformulação e tornou-se  All-American Prophet. A versão anterior era em torno de como o terceiro filme das trilogias é sempre o melhor, o que levava a uma recorrente brincadeira com Matrix, onde um homem de Uganda diz: "eu penso que o terceiro Matrix foi o pior", que mais tarde foi alterado para "eu tenho larvas no meu escroto", na versão reescrita. A canção Spooky Mormon Hell Dream era originalmente chamada de H-E Double Hockey Sticks.
Lopez decidiu levar o projeto e mais um passo, as oficinais, que confundia  Parker e Stone sobre o que ele quis dizer. As oficinas de desenvolvimento foram dirigidas  por Jason Moore, e estreladas por Cheyenne Jackson. Outros atores das leituras incluíam  Benjamin Walker e Daniel Reichard. A equipe iniciou a primeira de uma meia dúzia de oficinas que vão ser realizadas nos próximos quatro anos, variando de 30 minutos a mini-apresentações para a família e amigos até apresentações de maior escala do desenvolvimento embrionário do show. Eles gastaram centenas de milhares de dólares de seu próprio dinheiro, ainda estavam convencidos em levá-lo mais longe. Em fevereiro de 2008, houve uma completa leitura encenada, estrelada por Walker e Josh Gad como Elders Price e Cunningham, respectivamente. Moore foi originalmente escolhido para dirigir, mas deixou a produção em junho de 2010. Outros diretores, incluindo James Lapine, foram escolhido para se juntar a equipe de criação, mas os produtores recrutaram Casey Nicholaw. Um final de semana de cinco oficinas ocorreu em agosto de 2010, quando Nicholaw entrou para equipe, como coreógrafo e co-diretor com Parker.
Rudin foi nomeado como o produtor do show. Originalmente, Rudin planejou a estreia de The Book of Mormon  off-Broadway em Nova York Theatre Workshop , no verão de 2010, mas optou por estreá-lo diretamente na Broadway, "já que os caras [Parker e Stone] funcionam melhor quando os riscos são mais altos." Rudin reservou o Eugene O'Neill Theatre e contratou atores-chave, ao mesmo tempo que os cenários iam sendo projetados e construídos. Rudin estimou que a produção custasse US $11 milhões, mas o orçamento ficou abaixo dos US $9 milhões. Centenas de atores fizeram o teste e 28 foram escolhidos. Quando um espaço para os ensaios foi encontrado, o trabalho de produzir um full-blown musical tomou forma. Parker e Stone, juntamente com suas famílias, mudaram-se de Los Angeles para Nova Iorque logo após a conclusão da décima quarta temporada de South Park, em novembro de 2010. O elenco e a equipe, em seguida, mergulhou freneticamente em revisões e ensaios. A equipe realizou quatro semanas de ensaio, com um adicional de duas semanas para ensaios técnicos, e de seguida, foi diretamente para as prévias. Os produtores ouviram o musical pela primeira vez seis dias antes do primeiro pagamento da audiência.

## Produções

### Broadway (2011–)

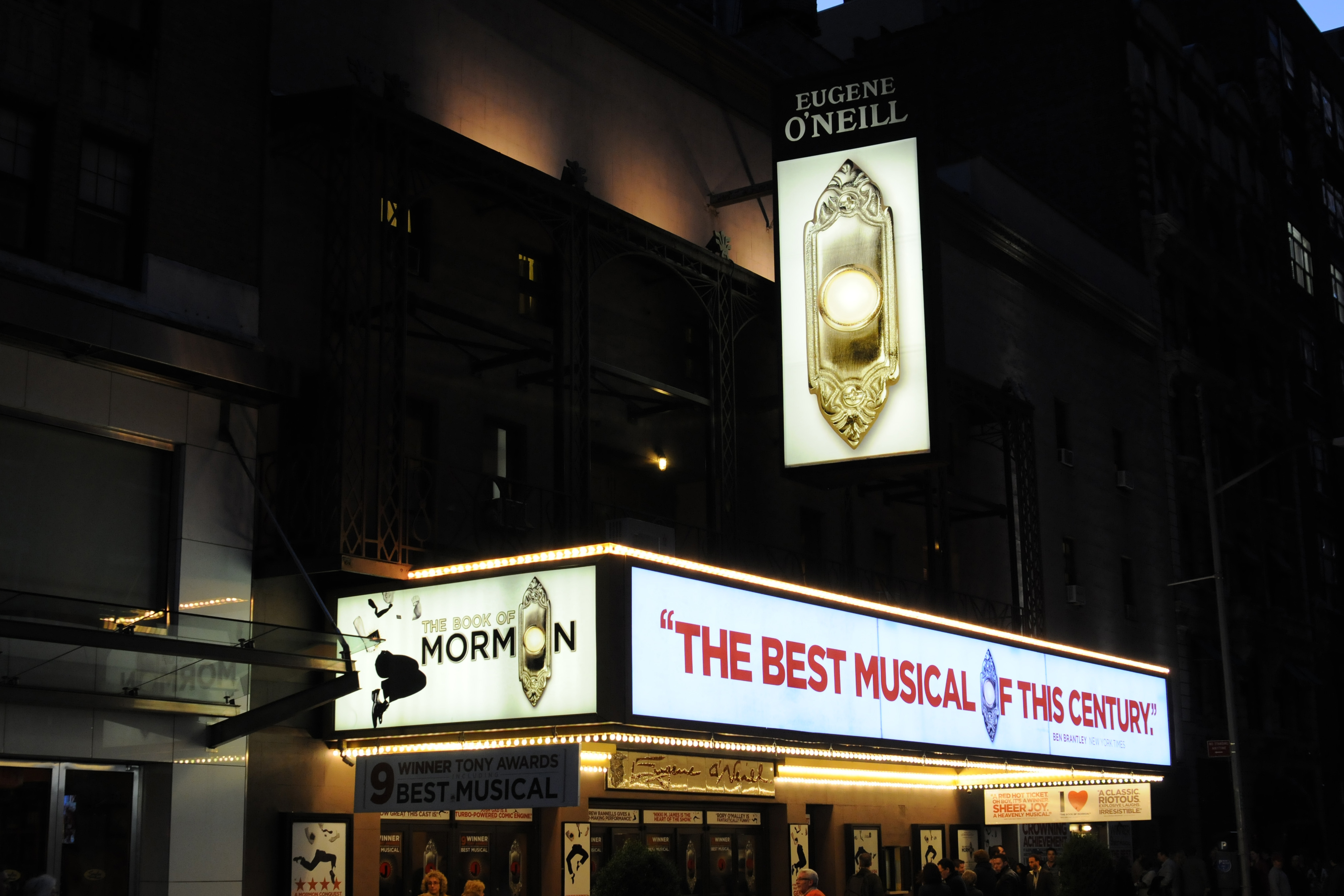
O Eugene O'Neill Theatre, vários meses após o lançamento do musical.

The Book of Mormon estreou na Broadway no Eugene O'Neill Theatre em 24 de Março de 2011, após prévias desde o dia 24 de fevereiro. A produção foi coreografada por Casey Nicholaw e co-dirigida por Nicholaw e Parker. O design é de  Scott Pask, com figurinos de Ann Roth, iluminação por Brian MacDevitt, e o som de Brian Ronan. As orquestrações foram co-criadas por Larry Hochman e o diretor musical e arranjador vocal Stephen Oremus. A produção foi originalmente estrelada por Josh Gad e Andrew Rannells nos dois papéis principais.
Em 25 de abril de 2011, os produtores confirmaram que com a "contrafação dos ingressos para a Broadway, a produção tinha sido esgotada e apresentada em pelo menos cinco ocasiões diferentes". Um artigo no The New York Times relatou que "Em cada caso, os bilhetes foram comprados no Craigslist, e enquanto um único vendedor é suspeito, a compra de bilhetes ocorreu em locais diferentes ... A produtora Jujamcyn Theatres, que gerencia as produções no O'Neill, notificou o Departamento de Polícia de Nova York".
A produção de Nova Iorque do The Book of Mormon empregou uma inovadora estratégia de preços, semelhantes aos usados na companhia aérea e na indústria hoteleira. Os produtores cobraram US $477 para os melhores lugares do espetáculo com alta demanda. A estratégia compensou generosamente. Durante seu primeiro ano, o show foi certamente um dos cinco melhores em venda na Broadway e teve 22 novas vendas semanais registradas no Eugene O'Neill Teatro. Na semana do dia de ação de Graças de 2011, a média paga foi de US $170, mesmo que o preço mais alto para um assento regular tenha sido listado em $155. O elevado público, juntamente com os preços agressivos, permitiu a seus financiadores recuperar o investimento de US $11,4 milhões, após nove meses de apresentações apenas.

### Turnê nacional dos EUA (2012-2016)
A primeira turnê norte-americana começou as prévias em 14 de agosto de 2012 no Denver Center for the Performing Arts , em Denver, Colorado, antes de se mudar para o Teatro Pantages em Los Angeles no dia 5 de setembro, com a abertura oficial em 12 de setembro. Originalmente prevista para começar em dezembro de 2012, a produção foi adiantada em quatro meses. Gavin Creel (Prince) e Jared Gertner (Cunningham) lideraram o elenco até o final de dezembro, quando o artista de West End, Mark Evans e Christopher John O'Neill assumiram, dando tempo para que Creel e Gertner começassem os ensaios para a produção de West End. Depois que Evans deixou o show em 30 de junho de 2014, o Elder Price alternado da Broadway,  K. J. Hippensteel, cobriu o papel temporariamente. Hippensteel retornou à Broadway e Ryan Bondy assumiu o papel de Elder Price. Bondy continuou como o Elder Price até Creel retornar de Londres, mais tarde, no verão de 2014. Quando Creel e O'Neill deixou a turnê para se juntar a produção da Broadway, Bondy novamente assumiu o papel do Elder Price, enquanto Chad Burris assumiu o papel de  Elder Cunningham. Os dois só ficaram por seis semanas, como eles esperavam virem substitutos de West End. Billy Harrigan Tighe e A. J. Holmes se mudou depois a produção de West End para reprisar seus papéis como o Elder Price e Cunningham, respectivamente. Bondy e Burris, em seguida, voltou para a Segunda Turnê Nacional, como Elder Price e Elder Cunningham substitutos.
Como parte da turnê, o musical foi realizado em Salt Lake City , pela primeira vez, no final de julho e início de agosto de 2015.
A turnê fechou em 1º de Maio de 2016, em Honolulu, Havaí.

### Chicago (2012-2013)
A primeira réplica da produção, separado de uma turnê, começou as pré-visualizações em 11 de dezembro de 2012, e foi inaugurada oficialmente no dia 19 de dezembro do mesmo ano, no Bank of America Theatre em Chicago, omo parte do Broadway, em Chicago. O espetáculo limitado fechou em 6 de outubro de 2013 e tornou-se a segunda turnê nacional dos EUA. O elenco incluía Nic Rouleau, no papel de Price, juntamente com Ben Platt como Cunningham.

### West End (2013-)
A produção do Reino Unido estreou no West End, em 25 de fevereiro de 2013, no Prince of Wales Theatre. Gavin Creel e Jared Gertner reprisou seus papéis na turnê americana. Os membros do elenco de Londres apresentaram uma atuação de gala do novo musical em 13 de março de 2013, arrecadando £  $200.000 no Red Nose Day da Comic Relief, instituição de caridade britânica. Um típico desempenho em Londres é executado em duas horas e 30 minutos, incluindo um intervalo de 15 minutos. Em março de 2014, The Book of Mormon foi eleito o mais Divertido Show de West End como parte do West End Frame Prêmios 2014. Em 28 de julho de 2014, tanto Creel e Gertner deixou a produção. Creel retornou para a 1ª  turnê nacional e foi substituído pelo seu reserva, Billy Harrigan Tighe. Gertner foi substituído por um de seus reservas, A. J. Holmes, que tinha interpretado Cunningham anteriormente na turnê nacional e na Broadway.
Depois de 2 de fevereiro de 2015, o ator Nic Rouleau da Broadway, foi escalado para o papel de Elder Kevin Price substituindo Billy Harrigan Tighe, e Brian Sears, que também estrelou na Broadway (como um membro do elenco de fundo), substituindo A. J. Holmes como o Elder Cunningham. Tighe e Holmes, em seguida, se juntou ao elenco da turnê americana após a saída de Creel e O'Neill para interpretar os papéis na Broadway. Em 25 de janeiro de 2016,  Rouleau anunciou via Twitter que dia 30 de janeiro de em 2016 vai ser sua última performance como o Elder Price no West End. Em 1 de fevereiro de 2016, o substituto de longa data da Broadway, K. J. Hippensteel, oficialmente assumiu o papel de Price no elenco de West End.

### Segundo turnê americana (2013-)
Após a produção de Chegado fechar em 6 de outubro de 2013, a mesma começou uma turnê pelos EUA . Platt nunca saiu em turnê com a produção e Rouleau realizou em apenas algumas cidades da turnê, antes que eles se mudaram para Nova York e começou os ensaios para se juntar a produção da  Broadway. David Larsen sucedeu Nic Rouleau como o Elder Price. A. J. Holmes substituiu Ben Platt como Elder Cunningham. Cody Jamison Strand, em seguida, sucedeu  A. J. Holmes.

### Produções futuras
Book of Mormon é programado para abrir em Melbourne, Austrália no Princess Theatre em 18 de janeiro de 2017. Foram realizadas audições em janeiro de 2016 em Sydney e Melbourne; os ensaios começam em novembro. A primeira versão não inglesa do musical está programada para abrir no Chinateatern em Estocolmo, Suécia, em janeiro de 2017. O musical está agendado para abrir na Dinamarca, em Copenhage, produzido pela Det Ny Teater durante a temporada 2017/18. Também, uma produção norueguesa está atualmente prevista para 2017 em Folketeateret em Oslo.

## Enredo

### Ato I
No Centro de Treinamento Missionário, na Igreja SUD em Provo, Utah, um devoto, bonito, arrogante, aspirante a missionário, Elder Kevin Price, leva seus colegas em uma demonstração de porta-a-porta para tentar converter as pessoas para o Mormonismo (Hello). Um dos missionários, o Élder Arnold Cunningham, é um inseguro e incorrigível nerd, além de mentiroso compulsivo, que é completamente incompetente para manter um diálogo. Price acredita que se ele orar o suficiente, ele será enviado para Orlando, Florida para a sua missão de dois anos, mas, para seu choque, ele e Cunningham são enviados para o Uganda como um par (Two By Two). Depois de dizer adeus para as suas famílias, os Elders pegam o avião no aeroporto de Salt Lake City. Price tem a certeza de que ele está destinado a fazer algo incrível (por conta própria), enquanto Cunningham é feliz apenas por ter um melhor amigo que ele conheceu apenas no dia anterior, e que, devido à regra #72 da missão, literalmente, não pode deixá-lo sozinho, exceto para ir ao banheiro. (You and Me (But Mostly Me))
Imediatamente após a chegada no norte do Uganda, os dois são assaltados à mão armada por soldados de um senhor da guerra, o General Butt-Fucking Naked (uma alusão ao real General Butt Naked). Eles recebem as boas-vindas do chefe da aldeia, Mafala Hatimbi, e um grupo de moradores compartilha a sua realidade de viver em condições de miséria, de fome, a pobreza e a AIDS, enquanto o General Butt-Fucking Naked é um despótico assassino, e obcecado com a mutilação genital feminina. Para fazer sua vida parecer melhor, os moradores constantemente repetem uma frase depois de afirmarem os vários infortúnios em sua vida. (Hasa Diga Eebowai) Price e Cunningham ficam felizes a se juntar a eles na música. No entanto, ficam horrorizados ao descobrir que "hasa diga eebowai" traduz-se, literalmente, como "Foda-se você, Deus". Price tenta explicar para os moradores que "as coisas não são tão más como parecem," sem sucesso.
Elder Price e Cunningham se sentem derrotados e humilhados, e são levados a seus aposentos por Nabulungi, filha de Hatimbi, onde encontram os companheiros missionários estacionados na área, que têm sido incapazes de converter qualquer um ao Mormonismo. O Elder McKinley, líder do distrito, ensina Price e Cunningham o método de lidar com a negatividade e sentimentos perturbadores trazidos pelos desafios da vida de Mórmon (incluindo os sentimentos homossexuais reprimidos de McKinley), convidando-os a "desligá-los como um interruptor de luz" (Turn It Off). Os outros concordam que seus sentimentos devem ser escondidos a todo custo. Embora Price esteja cheio de ansiedade, Cunningham lhe garante que vão ter sucesso em trazer os nativos ugandenses para a igreja e que, como seu parceiro, Cunningham estará ao seu lado, não importa o quê. (I Am Here for You).
Price está certo que ele pode ter sucesso onde os outros anciões mórmons falharam, ensinando os moradores a respeito de Joseph Smith, o fundador da Igreja SUD, através de uma canção que começa como uma homenagem para Smith, mas, eventualmente, torna-se um tributo de Price para si mesmo (All-American Prophet). Os moradores não mostram qualquer interesse; eles consideram a religião inútil e Price arrogante e irritante. Logo após a tentativa de Price ofuscar os moradores, o General Butt-Fucking-Naked chega e anuncia sua demanda para a mutilação genital de mulheres moradoras no final de semana (paranoico, ele acredita que todos os clitorises na aldeia tem "poder" de destruí-lo). Depois dos protestos dos aldeões, o General executa sem aviso prévio, jogando sangue em Price. Por segurança, Nabulungi esconde-se em casa, e movida pela promessa de Price de um paraíso terrestre, sonha de uma vida melhor em uma nova terra (Sal Tlay Ka Siti).
Na sede da missão, o Élder McKinley fica em pânico depois de receber uma mensagem dizendo que o Presidente Missionário solicitou um relatório completo sobre seus êxitos na missão, e a sua ansiedade só piora quando Price e Cunningham falham. Chocado com a execução e a realidade sombria da África, Price decide abandonar a sua missão e pede transferência para Orlando, enquanto Cunningham, sempre leal, garante a Price que ele vai segui-lo em qualquer lugar (I Am Here For You [Reprise]). No entanto, o Price, sem a menor cerimônia, descarta-o como companheiro de missão. Cunningham fica arrasado e sozinho, mas quando Nabulungi vem ter com ele querendo saber mais sobre o Livro de Mórmon e convence os moradores para ouvi-lo, Cunningham encontra a coragem para tomar o controle da situação pela primeira vez em sua vida (Man Up).

### Ato II
Cunningham nunca tinha realmente lido o Livro de Mórmon, então, quando seu público-alvo começa a ficar frustrado e sai, ele rapidamente inventa histórias, combinando o que ele sabe da doutrina Mórmon, com pedaços de ficção científica. As histórias criativas de Cunningham se relacionam com os problemas vividos pelo povo em guerra da Uganda, o que chama atenções das pessoas. A consciência de Cunningham  (personificada por seu pai, Joseph Smith, hobbits, Tenente Uhura, Darth Vader e Yoda) o advertem, mas ele racionaliza que se é para ajudar as pessoas, ele certamente não pode estar errado (Making Things Up Again).
Price, com alegria, chega em Orlando, mas então percebe que ele não tem nenhuma memória de como chegou e que ele está sonhando. Price reflete sobre o delito que ele cometeu em sua infância, culpando o seu irmão Jack pelo roubo de um "donut". Ele lembra dos pesadelos que tinha quando criança e entra em pânico quando seu pesadelo começa mais uma vez (Spooky Mormon Hell Dream). Em seu sonho, Price está mergulhado no inferno, onde ele é torturado por demônios; deLúcifer; o espírito de Hitler, Jeffrey Dahmer, Genghis Khan e Johnnie Cochran; e danças de xícaras de café. De cima,  Jesus aparece e, observando tanto o incidente do "donut" como o abandono de seu companheiro, chamada Price de um canalha. 
Price acorda de seu pesadelo e com medo, decide re-confirmar a sua missão (para a completa falta de surpresa dos outros presbíteros, já que todos tinham tido o sonho do inferno antes). Cunningham chega e anuncia que dez ugandeses estão interessadas na igreja, mas ainda magoado pela rejeição de Price, ele não está disposto a deixar Price entrar de novo em sua vida. McKinley aponta que, se não for resolvido o problema do General, ninguém vai se converter. Price, vendo a chance de mostrar o seu valor, é inspirado e desencadeia a "missão que ele nasceu para fazer". Após a re-afirmação de sua fé, ele confronta o General com o Livro de Mórmon na mão, determinado a converte-lo (I Believe). O general está impressionado e revoltado e bate em Price; este é levado ao consultório de um médico, onde tem que ter o Livro de Mórmon removido do seu reto.
Cunningham conclui a sua pregação e os moradores estão encantados; eles são batizados e aceitam o Mormonismo, com Nabulungi e Cunningham partilhando um momento de ternura (Baptize Me). Os missionários Mórmons sentem a unidade com o povo de Uganda, e comemoraram (I am Africa). Enquanto isso, o General ouve a conversão do povo, e temendo que os Mórmons "potenciem seus clitorises" para destruí-lo, resolve matar todos eles.
Tendo perdido a fé, Price afoga as mágoas em inúmeras xícaras de café em um café em Kigali (uma piada à custa dos Mórmons, que julgam que o café é proibido por Deus), onde Cunningham o encontra. Ele diz ao amargo Price que eles precisam, pelo menos, agir como companheiros de missão, porque os líderes Mórmons e o Missionário Presidente, vêm visitar a equipe do Uganda para parabenizá-los sobre o seu progresso. Depois de Cunningham falar, Price amargamente reflete em todas as promessas que lhe foram feitas e quebradas pela Igreja, seus pais, seus amigos e a vida em geral (Orlando).
No evento, Price e Cunningham são apontados como os mais bem sucedidos missionários em toda a África. Pouco tempo depois, Nabulungi e os moradores interrompem a celebração, e pedem para ser realizado um concurso para "honra [eles] com a história de Joseph Smith, o Moisés Americano" (Joseph Smith American Moses), que expõe as distorções da doutrina mórmon e enfeites feitos por Cunningham: o concurso inclui Joseph Smith ter sexo com sapos para se curar de  AIDS, o 'Grande feiticeiro' Morôni descendo da Nave estelar Enterprise, Jesus admoestando Brigham Young para não retirar o clitóris de sua filha, e Smith morrer de disenteria. O Missionário Presidente está chocado, e ordena que todos os missionários vão para  casa e diz a Nabulungi que ela e seus vizinhos moradores não são Mórmons. Nabulungi, de coração partido com o pensamento de que ela nunca irá alcançar o paraíso, amaldiçoa Deus por abandoná-los (Hasa Diga Eebowai [Reprise]). Cunningham fica perturbado com seu fracasso, mas Price teve uma epifania e percebe que Cunningham estava certo o tempo todo: as escrituras são importantes, mas o mais importante é fazer chegar a mensagem, o que Cunningham conseguiu fazer (You and Me (But Mostly Me) [Reprise]). Reconciliados, eles correm para resgatar Nabulungi e os moradores do General. 
Ainda com raiva de Cunningham, Nabulungi diz aos aldeões que eles foram comidos por leões, quando aqueles perguntam pelo seu paradeiro. O general chega, e Nabulungi está pronta para apresentar-lhe, dizendo aos moradores que as histórias que Cunningham lhes contou não são verdadeiras. Para seu choque, os aldeões respondem que sempre souberam que as histórias eram metáforas em vez de ser literalmente verdades. Cunningham retorna, fazendo com que todos acreditem que ele tinha "subido", depois de ser comido pelos leões. Price e Cunningham, em seguida, enfrentam o general de longe, dizendo-lhe que ele não pode ferir os "mortos-vivos"; juntamente com a ameaça de que eles irão usar o poder de Cristo para transformá-lo em uma lésbica. Os missionários estão prontos para partir quando Price sugere-lhes que, uma vez que eles vieram para a aldeia para ajudar as pessoas, eles ainda podem fazer isso, mesmo com a sua missão oficialmente encerrada. Price realiza um comício com os Mórmons e os Ugandenses — para trabalharem juntos e fazerem o paraíso na Terra, porque, afinal, todos eles são Santos dos Últimos Dias. Mais tarde, os recém-formados missionários do Uganda  (incluindo o recém-convertido general) vão de porta em porta (ou melhor, de taipa a taipa) para evangelizar "O Livro de Arnold." (Tomorrow Is a Latter Day/Hello! (Reprise)/Finale).

## Música

### Números musicais
| Ato I - "Hello" – Price, Cunningham e Garotos Mormons - "Two by Two" – Price, Cunningham e Garotos Mormons - "You and Me (But Mostly Me)" – Price e Cunningham - "Hasa Diga Eebowai" – Mafala, Price, Cunningham, Nabulungi e Ugandeses - "Turn It Off" – McKinley e Missionários - "I Am Here for You" – Cunningham e Price - "All American Prophet" – Price, Cunningham, Joseph Smith, Angel Moroni e elenco de fundo - "Sal Tlay Ka Siti" – Nabulungi - "I Am Here for You" (Reprise)† – Cunningham - "Man Up" – Cunningham, Nabulungi, Price e elenco de fundo | Ato II - "Making Things Up Again" – Cunningham, Pai de Cunningham, Joseph Smith, Mormon, Moroni, Uhura, Hobbits e Ugandeses - "Spooky Mormon Hell Dream" – Price e elenco de fundo - "I Believe" – Price e elenco de fundo - "Baptize Me" – Cunningham e Nabulungi - "I Am Africa" – McKinley, Cunningham e os Missionários - "Orlando" (Reprise)† – Price - "Joseph Smith American Moses" – Nabulungi, Mafala e Ugandeses - "Hasa Diga Eebowai" (Reprise)† – Nabulungi - "You and Me (But Mostly Me)" (Reprise)† – Price e Cunningham - "Tomorrow Is a Latter Day" – Price, Cunningham, McKinley, Nabulungi e elenco de fundo - "Hello" (Reprise) – Elenco - "Encore" – Elenco |

† Esta canção é omitida, do elenco do álbum.

### Instrumentação
O Livro de Mórmon usa nove-membros da orquestra:
- Palhetas (Flauta, Piccolo, Alto, Tenor Saxofone, Clarinete, Oboé, Bansuri, Soprano e Contralto Gravadores)
- Trombeta (dobro Piccolo Trompete e Flugelhorn)
- Trombone (dobro Trombone Baixo)
- Bateria/Percussão/percussão eletrônica
- Teclado I
- Teclado II
- Violino/Viola
- Guitarra (Eléctrica, Acústica, Clássica e Archtop)
- Baixos (Elétrico, Fretless e Vertical)

### Gravação original do elenco da Broadway
Um álbum do elenco original da Broadway foi lançado em 17 de Maio de 2011, pela  Ghostlight Records. Todas as canções apresentadas em palco estão presentes na gravação, com exceção de "I Am Here For You" (Reprise), "Orlando" (Reprise), "Hasa Diga Eebowai" (Reprise) and "You and Me (But Mostly Me)" (Reprise). "Hello" (Reprise) e o "Encore" são anexados a faixa final do CD, intitulada, "Tomorrow Is a Latter Day". Uma pré-visualização grátis de toda a gravação foi lançada na NPR começando em 9 de Maio de 2011. Trechos do elenco de gravação são destaque em uma longa entrevista do Fresh Hair.
Durante a sua primeira semana de lançamento no iTunes Store, a gravação se tornou "o álbum da Broadway mais vendido no Itunes de sempre", de acordo com os representantes da produção, classificando-se no nº 2 no seu dia de lançamento no Gráfico iTunes Top 10. De acordo com o Playbill, "É uma ocorrência rara para um álbum de elenco da Broadway figurar entre os mais vendidos no Itunes." A gravação tem recebido críticas positivas, com a  Rolling Stone chamando a gravação de um "excelente álbum, que destaca a inteligência das letras e a incrível melodiosidade das músicas enquanto, nos deixa desesperados para conseguir ingressos para ver o espetáculo." Embora o álbum de elenco tenha tido uma boa estreia no US Billboard 200 chart em sua primeira semana de lançamento, após o show ganhar vários prêmios no 2011 Tony Awards, o álbum disparou de volta no gráfico até o número três, se tornando o álbum da Broawday em mais de quatro décadas a chegar tão alto nos gráficos.
Uma versão vinil é planejada.

## Recepção
The Book of Mormon recebeu amplos elogios da crítica, pelo seu enredo, música, atuações, direção e coreografia.A  Revista Vogue chamou o show de "a mais imunda, mais ofensiva, e—surpresa—a coisa mais doce que você vai ver na Broadway este ano, e, possivelmente, o mais engraçado musical de sempre." O New York Post informou que os membros da audiência foram "sofrendo de tanto rir". Ele elogiou a música, chamando-o de "melodioso e muito engraçado", e acrescentou que "o show tem coração. Que se diverte com uma organização religiosa, mas os dois Mórmons são pessoas reais, e não caricaturas."
Ben Brantley do The New York Times comparou o show favoravelmente ao O Rei e eu e O Som da Música de Rodgers e Hammerstein, mas "ao invés de lidar com tirânico, homens carismáticos com muitos filhos, os nossos heróis... deve enfrentar um genocida guerreiro de um olho, com um nome não-imprimível nome... Isso é o suficiente para testar a fé até mesmo do mais otimista evangelizador (para não falar dos compositores). Definindo elementos sombrios com ensolarada melodias, The Book of Mormon alcança algo milagraso. Faz tanto o divertimento e ardentemente abraça a toda-americana forma de arte no inspirado libreto do musical. Nenhum show da Broadway, tem muito sucesso desta maneira desde que Mel Brooks adaptado o seu filme, The Producers para o palco há quase uma década." Jon Stewart, apresentador do The Daily Show, passou grande parte de sua entrevista com Parker e Stone em 10 de março de 2011 elogiando o musical.
Charles McNulty do Los Angeles Times , elogiou a música, e afirmou: "As músicas, muitas vezes inspiradores retratam estilos contemporâneos da Broadway, são tão cativantes como são inteligentes." McNulty concluiu afirmando que "é tosco, mas o show não é sem boas intenções e, em qualquer caso, vindica-se como um brio musical." Peter Marks do Washington Post escreveu: "A maravilha de The Book of Mormon é que, mesmo profanando alguns graves artigos da fé, seu espírito é alguma coisa. O ardentemente devoto e e comediante são desafiados a discordar. Qualquer um pode se aproximar do altar de Parker, Stone e Lopez e esperar para beber um copo de alguns dos mais doce venenos já derramados." Marks descreve o musical como "um dos mais alegremente ácido na Broadway desembrulhados em anos."
No entanto,  Terry Teachout do The Wall Street Journal, chamado o espetáculo de "liso e sujo: The Book of Mormon é o primeiro musical na Broadway desde La Cage aux Folles que tem o cheiro de um envio-para-agarrar-turistas. A parte amadorística relaciona-se principalmente com a música, que é conjuntamente creditado para os três co-criadores e não é melhor do você ouviria em um uma banda de faculdade. As músicas são superficiais, as letras embaraçosamente mal-criadas." Outros críticos têm chamado o espetáculo de "estupidez comercial", bem como "negligente" e "imitação". A representação do show dos africanos tem sido chamada de racista.

### Resposta da Igreja SUD
A resposta de A Igreja de Jesus Cristo dos Santos dos Últimos dias para o musical tem sido descrito como "medida".  A igreja lançou uma resposta oficial para perguntas sobre o musical, afirmando que "A produção pode tentar entreter o público para uma noite, mas o Livro de Mórmon como um volume de escrituras vai mudar a vida das pessoas para sempre, trazendo-os para mais perto de Cristo." Michael Otterson, o chefe de relações públicas para a igreja, disse em abril de 2011: "É claro, a paródia não é a realidade, e é a distorção que faz com que seja atraente e muitas vezes engraçado. O perigo não é quando as pessoas rirem, mas, quando levam a sério—se deixar um teatro acreditar que os Mórmons realmente vivemos em um mundo surreal de auto-engano e ilusão", Otterson escreveu, descrevendo vários esforços humanitários alcançado por missionários Mórmons na África nos últimos anos.
Stone e Parker não ficaram surpresos:
A Igreja SUD tem anunciado no playbills e em muitos dos lugares dos musicais para incentivar o público para saber mais sobre o Livro de Mórmon, com frases como "o livro é sempre melhor" e "você viu o musical, agora, leia o livro."
Os mórmons tiveram respostas diversificadas para o musical. Richard Bushman, professor de estudos Mórmons, disse que o musical "o show mostra as experiências mórmons como uma divertida-casa do espelho. A reflexão é hilária, mas não realmente. É inchado, fora de proporção." Bushman disse que o musical não foi feito para explicar as crenças Mórmons, e que muitas das ideias no Elder Price, I Believe (como Deus vivendo em um planeta chamado Colobe), apesar de ter algumas raízes na crença Mórmon, não são doutrinariamente precisas.
Quando perguntado em janeiro de 2015, se ele conheceu Mórmons que não gostava de musicais, Gade, afirmou que "Em um ano e meio que eu fiz o show, eu nunca tive uma única reclamação de um praticante Mórmon ... Ao contrário, eu provavelmente tinha algumas pessoas – uma dúzia deles – me dizer que eles eram  movidos pelo show para conhecer a fé Mórmon."

## Prêmios e indicações

### Produção da Broadway
| Ano  | Prêmio                     | Categoria                                | Nomeação | Resultado | Ref           |
| ---- | -------------------------- | ---------------------------------------- | --- | --------- | ------------- |
| 2011 | 65º Tony Awards            | Melhor Musical                           | Melhor Musical | Venceu    | [ 68 ]        |
| 2011 | 65º Tony Awards            | Melhor Libreto de Musical                | Trey Parker, Robert Lopez e Matt Stone | Venceu    | [ 68 ]        |
| 2011 | 65º Tony Awards            | Melhor Música Original                   | Trey Parker, Robert Lopez e Matt Stone | Venceu    | [ 68 ]        |
| 2011 | 65º Tony Awards            | Melhor Ator em Musical                   | Josh Gad | Indicado  | [ 68 ]        |
| 2011 | 65º Tony Awards            | Melhor Ator em Musical                   | Andrew Rannells | Indicado  | [ 68 ]        |
| 2011 | 65º Tony Awards            | Melhor Ator Coadjuvante em Musical       | Rory O'Malley | Indicado  | [ 68 ]        |
| 2011 | 65º Tony Awards            | Melhor Atriz Coadjuvante em Musical      | Nikki M. James | Venceu    | [ 68 ]        |
| 2011 | 65º Tony Awards            | Melhor Direção de Musical                | Casey Nicholaw e Trey Parker | Venceu    | [ 68 ]        |
| 2011 | 65º Tony Awards            | Melhor Coreografia                       | Casey Nicholaw | Indicado  | [ 68 ]        |
| 2011 | 65º Tony Awards            | Melhor Orquestração                      | Larry Hochman e Stephen Oremus | Venceu    | [ 68 ]        |
| 2011 | 65º Tony Awards            | Melhor Design Cênico                     | Scott Pask | Venceu    | [ 68 ]        |
| 2011 | 65º Tony Awards            | Melhor Figurino                          | Ann Roth | Indicado  | [ 68 ]        |
| 2011 | 65º Tony Awards            | Melhor Iluminação                        | Brian MacDevitt | Venceu    | [ 68 ]        |
| 2011 | 65º Tony Awards            | Melhor Design de Som                     | Brian Ronan | Venceu    | [ 68 ]        |
| 2011 | Drama Desk Award           | Excepcional Musical                      | Excepcional Musical | Venceu    | [ 69 ]        |
| 2011 | Drama Desk Award           | Letras Excepcionais                      | Trey Parker, Robert Lopez e Matt Stone | Venceu    | [ 69 ]        |
| 2011 | Drama Desk Award           | Música Excepcional                       | Trey Parker, Robert Lopez e Matt Stone | Venceu    | [ 69 ]        |
| 2011 | Drama Desk Award           | Excepcional Libreto de Musical           | Trey Parker, Robert Lopez e Matt Stone | Indicado  | [ 69 ]        |
| 2011 | Drama Desk Award           | Ator Excepcional em Musical              | Andrew Rannells | Indicado  | [ 69 ]        |
| 2011 | Drama Desk Award           | Ator Coadjuvante Excepcional em Musical  | Rory O'Malley | Indicado  | [ 69 ]        |
| 2011 | Drama Desk Award           | Atriz Coadjuvante Excepcional em Musical | Nikki M. James | Indicado  | [ 69 ]        |
| 2011 | Drama Desk Award           | Coreografia Excepcional                  | Casey Nicholaw | Indicado  | [ 69 ]        |
| 2011 | Drama Desk Award           | Excepecional Direção de Musical          | Casey Nicholaw e Trey Parker | Venceu    | [ 69 ]        |
| 2011 | Drama Desk Award           | Figurinos Excepcionais                   | Ann Roth | Indicado  | [ 69 ]        |
| 2011 | Drama Desk Award           | Excepcional Design de Som de Musical     | Brian Ronan | Indicado  | [ 69 ]        |
| 2011 | Drama Desk Award           | Orquestrações Excepcionais               | Larry Hochman e Stephen Oremus | Venceu    | [ 69 ]        |
| 2011 | Outer Critics Circle Award | Excepcional Novo Musical da Broadway     | Excepcional Novo Musical da Broadway | Venceu    | [ 70 ]        |
| 2011 | Outer Critics Circle Award | Nova Música Excepcional                  | Trey Parker, Robert Lopez e Matt Stone | Venceu    | [ 70 ]        |
| 2011 | Outer Critics Circle Award | Excepcional Direção de Musical           | Casey Nicholaw e Trey Parker | Venceu    | [ 70 ]        |
| 2011 | Outer Critics Circle Award | Excepcional Coreografia                  | Casey Nicholaw | Indicado  | [ 70 ]        |
| 2011 | Outer Critics Circle Award | Excepcional Ator em Musical              | Josh Gad | Venceu    | [ 70 ]        |
| 2011 | Outer Critics Circle Award | Excepcional Atriz em Musical             | Nikki M. James | Indicado  | [ 70 ]        |
| 2012 | Grammy Award               | Melhor Álbum de Teatro Musical           | Andrew Rannells & Josh Gad (principal solistas); Matt Stone, Robert Lopez & Trey Parker (compositores\letristas); Anne Garefino, Matt Stone, Robert Lopez, Scott Rudin, Stephen Oremus & Trey Parker (produtores); Frank Filipetti (engenheiro/mixador) | Venceu    | [ 71 ] [ 72 ] |

### Produção de Londres
| Ano  | Prêmio                      | Categoria                             | Nomeação                               | Resultado | Ref           |
| ---- | --------------------------- | ------------------------------------- | -------------------------------------- | --------- | ------------- |
| 2013 | Evening Standard Award      | Melhor Muiscal                        | Melhor Muiscal                         | Indicado  | [ 73 ] [ 74 ] |
| 2013 | Evening Standard Award      | Melhor Noite Fora                     | Melhor Noite Fora                      | Venceu    | [ 75 ]        |
| 2014 | Whatsonstage.com Awards     | Melhor Novo Musical                   | Melhor Novo Musical                    | Venceu    | [ 76 ] [ 77 ] |
| 2014 | Whatsonstage.com Awards     | Best Ator em Musical                  | Gavin Creel                            | Venceu    | [ 76 ] [ 77 ] |
| 2014 | Whatsonstage.com Awards     | Melhor Ator Coadjuvante em Musical    | Stephen Ashfield                       | Venceu    | [ 76 ] [ 77 ] |
| 2014 | Whatsonstage.com Awards     | Melhor Atriz Coadjuvante em Musical   | Alexia Khadime                         | Venceu    | [ 76 ] [ 77 ] |
| 2014 | Whatsonstage.com Awards     | Melhor Coreografia                    | Casey Nicholaw                         | Indicado  | [ 76 ] [ 77 ] |
| 2014 | Laurence Olivier Award 2014 | Melhor Novo Musical                   | Melhor Novo Musical                    | Venceu    | [ 78 ]        |
| 2014 | Laurence Olivier Award 2014 | Melhor Ator em Musical                | Gavin Creel                            | Venceu    | [ 78 ]        |
| 2014 | Laurence Olivier Award 2014 | Melhor Ator em Musical                | Jared Gertner                          | Indicado  | [ 78 ]        |
| 2014 | Laurence Olivier Award 2014 | Melhor Atuação Coadjuvante em Musical | Stephen Ashfield                       | Venceu    | [ 78 ]        |
| 2014 | Laurence Olivier Award 2014 | Melhor Coreografia Teatral            | Casey Nicholaw                         | Venceu    | [ 78 ]        |
| 2014 | Laurence Olivier Award 2014 | Excepcional Desempenho em Música      | Trey Parker, Robert Lopez & Matt Stone | Indicado  | [ 78 ]        |